# Rennsteig-Radwanderweg
Der Rennsteig-Radwanderweg folgt auf 195 km Länge dem bereits seit dem Mittelalter existierenden Kurier- und Handelsweg Rennsteig. Der Radfernweg ist überwiegend sorgfältig geschottert, teilweise auch auf ruhigen Landstraßenabschnitten geführt. Auf dem Kamm des Thüringer Mittelgebirges ist der Radweg in großen Streckenabschnitten identisch mit dem gleichnamigen Wanderweg, weicht allerdings hier und da vom historischen Rennsteig ab, so dass starke Steigungen vermieden wurden. Start ist bei Hörschel westlich von Eisenach, Ziel ist in Blankenstein an der Saale.

## Weblinks

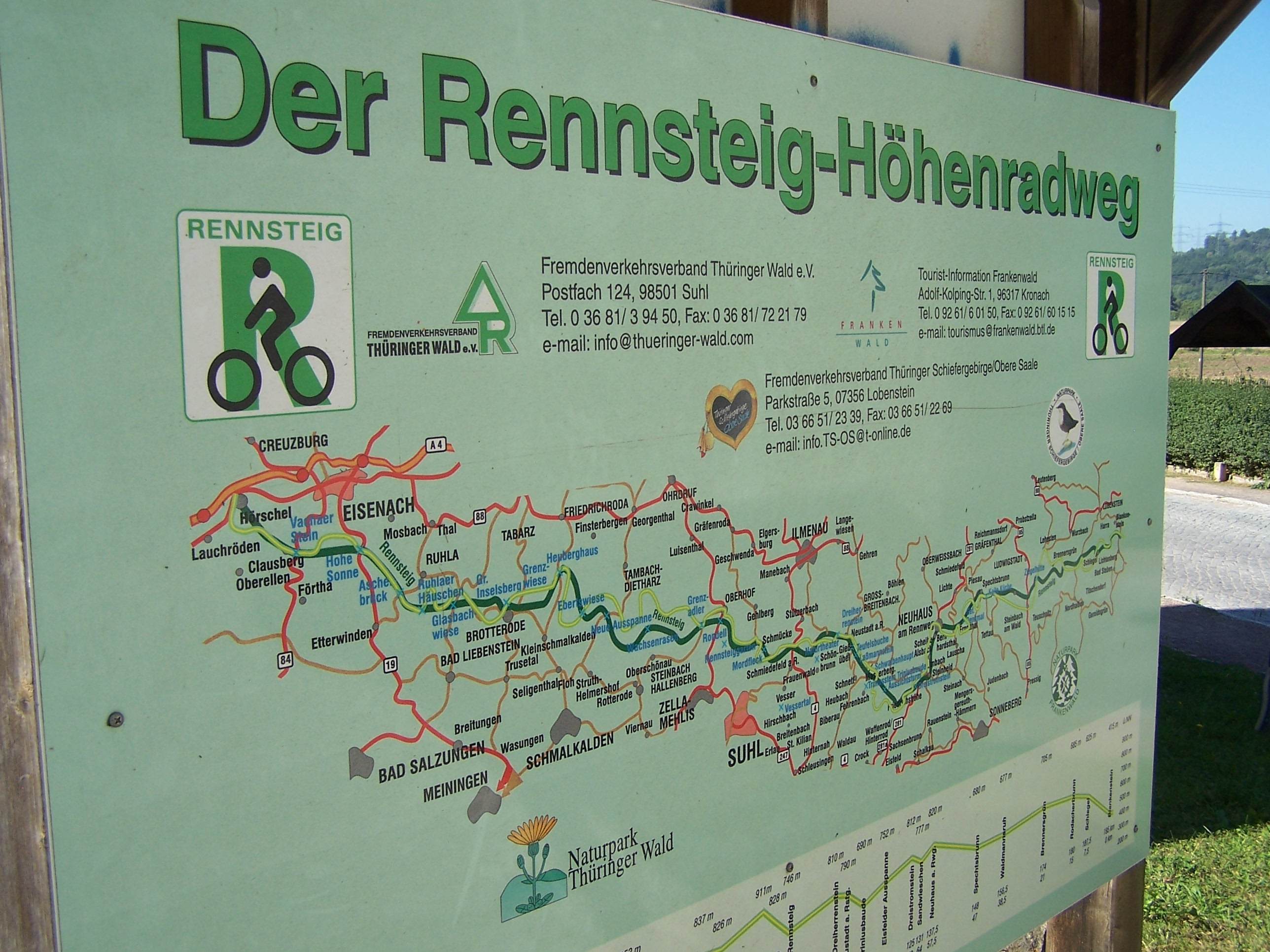
Karte zum Rennsteig-Höhenradweg